# غوتز فون برليخينغن

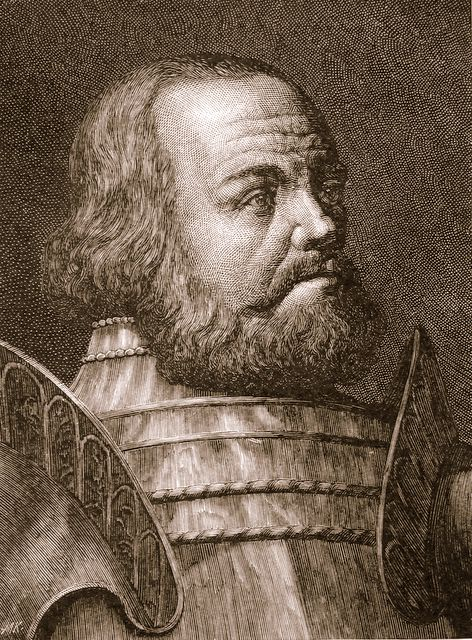
غوتز فون برليخينغن.

غوتز فون برليخينغن (بالألمانية: Götz von Berlichingen)‏ (1480 - 1562 م) هو مغامر ألماني.
عمل في خدمة أسياد مختلفين وشارك في عدد من الحملات العسكرية كان آخرها ضد العثمانيين في هنغاريا (عام 1542 م) وحلمة شنها الامبراطور شارلكان على الفرنسيين (عام 1544 م). قاد فريقا من الثوار في حرب الفلاحين في ألمانيا.